# ВЕС Альбатрос
54°30′ пн. ш. 6°24′ сх. д. / 54.5° пн. ш. 6.4° сх. д.
Офшорна вітроелектростанція Альбатрос (нім. Offshore-Windpark Albatros) — морська вітроелектростанція у виключній економічній зоні Німеччини у Північному морі за 100 км на північ від узбережжя Східної Фризії, яка введена в експлуатацію в січні 2020 року. 
ВЕС належить EnBW Energie Baden-Württemberg і канадській енергетичній компанії Enbridge і має встановлену потужність 112  МВт. 
Для цього було  побудовано 16 вітрових турбін Siemens SWT-7.0-154 номінальною потужністю 7 МВт кожна.

## Планування
ВЕС Альбатрос розроблена групою компаній «Norderland/Northern Energy». 
Ця група компаній заснована в Ауриху та спеціалізувалась на розробці проектів з відновлюваних джерел енергії з акцентом на офшорну вітрову енергетику. 
Компанія також брала значну участь у затвердженні та реалізації проектів офшорних ВЕС Глобаль-Тех I та ВЕС Меркур у Північному морі. 
ВЕС розташована в південно-східній частині Північного моря, в межах виключної економічної зони Німеччини, на північ від острова Боркум і на захід від Гельголанда неподалік від ВЕС Глобаль-Тех I і ВЕС Гое-Зе. 
Відстань до Гельголанду та Боркума становить близько 105 км. 
ВЕС займає площу 39 км².
Після заявки від 6 листопада 2007 року, 17 серпня 2011 року Федеральне морське та гідрографічне агентство (BSH) надало «Northern Energy OWP Albatros GmbH», одній із 14 проектних компаній групи «Northern Energy», дозвіл на будівництво та експлуатацію ВЕС з 79 вітровими турбінами. 

У 2011/2012 рр. право власності на проекти компанії було передано двом холдинговим компаніям, що належать австрійській Strabag та «Northern Energy» (First and Second Nordsee-Offshore-Holding). 

У грудні 2014 року EnBW оголосила, що візьме на себе проект. 

Після того, як до листопада 2015 року вітроелектростанції було виділено лише 116,8 МВт замість запитаних 316 МВт, коли BSH безкоштовно розподілив потужність підключення до конвертерних платформ «BorWin beta» та «BorWin gamma», EnBW вирішив взяти проект до роботи. 
Вітряна електростанція була зменшена в розмірах і побудована як продовження ВЕС Гее-Зе. 
Зменшення до 16 вітрових турбін вимагало змін в проекті затвердженому у 2011 році. 
23 грудня 2016 року BSH надала необхідне схвалення проекту на основі Указу про морські споруди. 

Щоб мати можливість побудувати ВЕС Альбатрос у відкритому морі, також потрібен був наказ про продовження періоду будівництва. 

ВЕС офіційно ввели в експлуатацію у січні 2020 року. 

## Технології
Спочатку планувалося побудувати 79 вітрових турбін класу від 5 до 7 МВт. 
Планована висота втулки становила 90 — 94 м, а діаметр роторів має бути понад 120 м. 

ВЕС також мав стати тестовим полем: у плані 2011 року десять із 79 затверджених вітрогенераторів мали бути встановлені на так званих гравітаційних фундаментах
, 
які не вимагають глибокого фундаменту. 

Після перепланування EnBW ВЕС має 16 безредукторних морських турбін SWT-7.0-154 від «Siemens Wind Power» потужністю 7 МВт на монопалях і без випробувального поля.

## Підключення до мережі

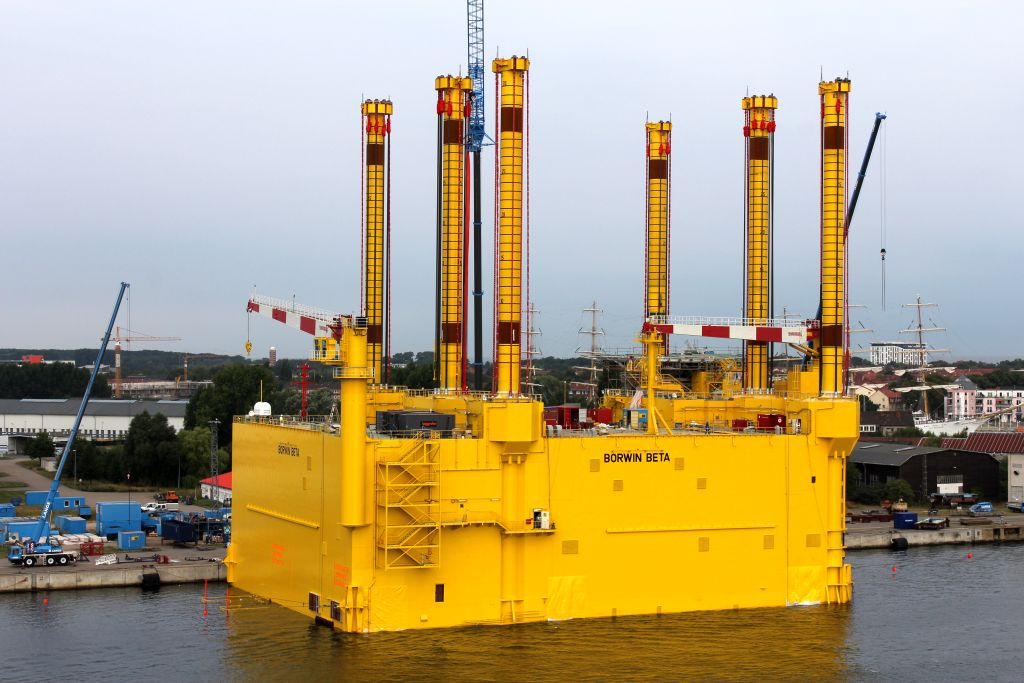
Вітрова платформа BorWin beta на Nordic Yards Warnemünde у 2013 році

Вперше на німецькій вітроелектростанції замість звичайної платформи використані офшорні трансформаторні модулі (OTM) від «Siemens», що дозволяє заощадити кошти під час будівництва за рахунок зменшення ваги. 

Вітрові турбіни підключені кабелями середньої напруги до платформи підстанції BorWin beta, яка перетворює трифазний змінний струм з 33 кВ на високу напругу 155 кВ. 
Звідти електроенергія передається через підводний кабель до Offshore-HGÜ-Systeme BorWin2 оператора системи передачі Tennet TSO. 
ВЕС Фея-Мате та ВЕС Дойче-Бухт також підключені до платформи BorWin beta. 
Після перетворення на постійний струм передача здійснюється на 200 км (включно з 125 км підводного кабелю та 75 км підземного кабелю) до трансформаторної станції Діле поблизу Венер. 

Офшорна система HVDC BorWin2 поставлена Siemens Energy
, 
розрахована на 800 МВт підключеної потужності та введена в експлуатацію у 2015 році.